# Jeanneliensia sublimpida
Jeanneliensia sublimpida är en insektsart som beskrevs av Victor Lallemand 1920. Jeanneliensia sublimpida ingår i släktet Jeanneliensia och familjen spottstritar. Inga underarter finns listade i Catalogue of Life.